# Henri Véniat
Henri Véniat SJ (* 23. September 1917 in Paris; † 3. März 1998) war ein französischer römisch-katholischer Ordensgeistlicher und Bischof von Sarh im Tschad.

## Leben
Henri Véniat trat der Ordensgemeinschaft der Jesuiten bei und empfing am 31. Juli 1949 das Sakrament der Priesterweihe.
Am 22. Dezember 1961 ernannte ihn Papst Johannes XXIII. zum ersten Bischof von Fort-Archambault (später Sarh). Der Erzbischof von Yaoundé, Jean Zoa, spendete ihm am 1. April 1962 die Bischofsweihe; Mitkonsekratoren waren der Erzbischof von Fort-Lamy, Paul-Pierre-Yves Dalmais SJ, und der Bischof von Moundou, Samuel Gaumain OFMCap.
Véniat nahm an allen vier Sitzungsperioden des Zweiten Vatikanischen Konzils teil. Von 1981 bis 1983 fungierte er zudem als Präsident der Tschadischen Bischofskonferenz.
Am 7. März 1987 nahm Papst Johannes Paul II. das vorzeitige Rücktrittsgesuch von Véniat an.